# 肯迪拉
36°31′58″N 5°03′46″E / 36.53278°N 5.06278°E

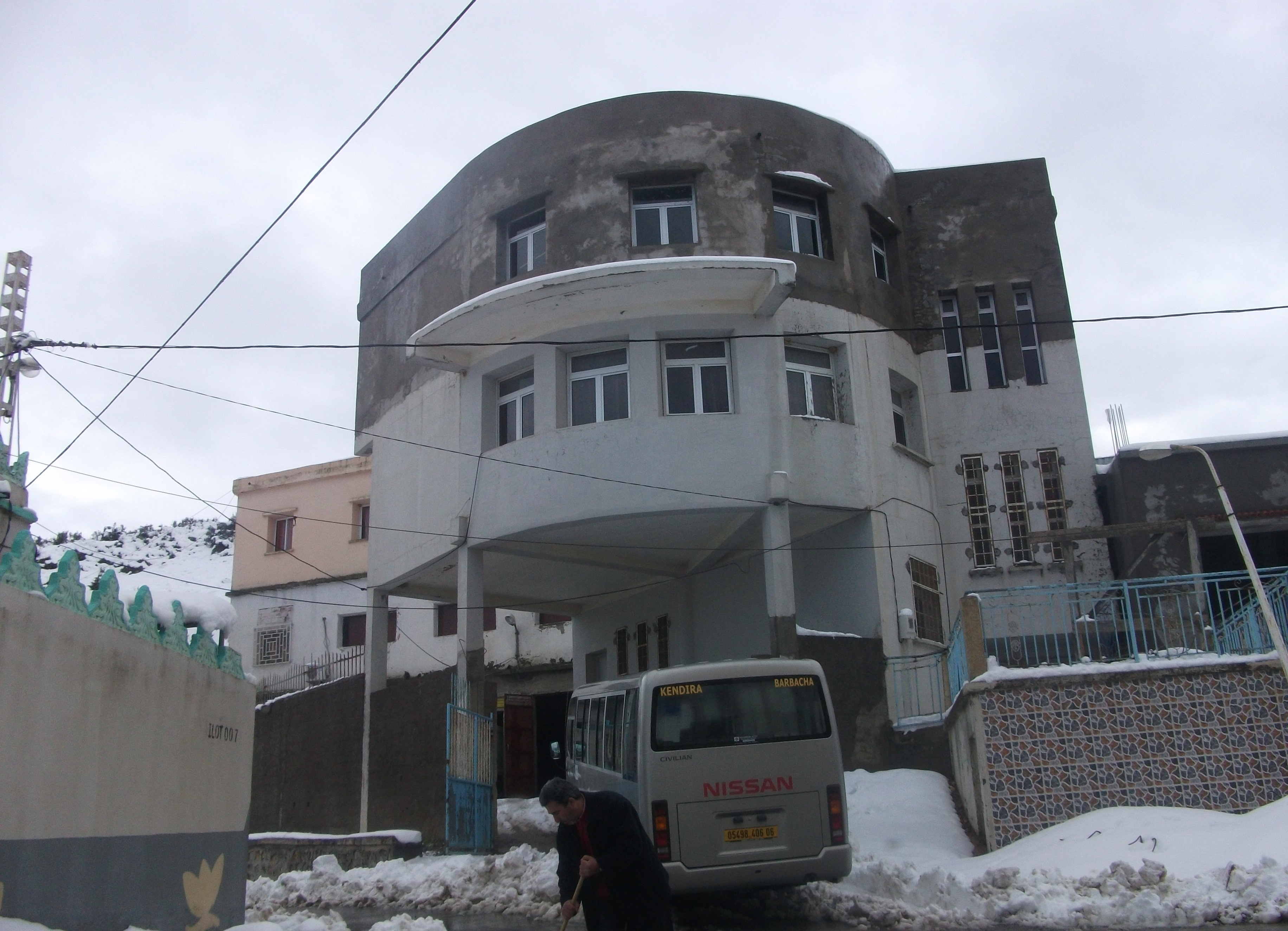
肯迪拉的市政廳

肯迪拉（阿拉伯语：‎），是阿爾及利亞的城鎮，位於該國北部貝賈亞省，由柏巴沙區負責管轄，面積46平方公里，2008年人口5,364，人口密度每平方公里118人。